# Aaron Himelstein
Aaron Himelstein (Buffalo Grove, 10 ottobre 1985) è un attore statunitense.

## Biografia
Dopo il suo debutto cinematografico nel 2000 in Alta fedeltà, ha interpretato la versione giovane di Austin Powers nella commedia di spionaggio Austin Powers in Goldmember nel 2002. Successivamente è apparso in diversi film come All the Boys Love Mandy Lane, Fast Food Nation, Remember the Daze e The Informers - Vite oltre il limite. Si è unito al Marvel Cinematic Universe, interpretando il ruolo di Cameron Klein in Captain America: The Winter Soldier nel 2014 e Avengers: Age of Ultron.
In televisione, ha avuto un ruolo ricorrente nella serie drammatica della CBS Joan of Arcadia e ha doppiato Desna nella serie animata di Nickelodeon La leggenda di Korra.

## Vita privata
È amico degli attori Michael Welch e Chris Marquette, con la quale ha lavorato nella serie Joan of Arcadia.
Ha frequentato la co-protagonista di Remember the Daze, Leighton Meester, dopo essersi incontrati nel 2007.

## Filmografia

### Cinema
- Alta fedeltà (High Fidelity), regia di Stephen Frears (2000)
- Austin Powers in Goldmember, regia di Jay Roach (2002)
- Fast Food Nation, regia di Richard Linklater (2006)
- All the Boys Love Mandy Lane, regia di Jonathan Levine (2006)
- The Assassination - Al centro del complotto (Assassination of a High School President), regia di Brett Simon (2008)
- The Informers - Vite oltre il limite (The Informers), regia di Gregor Jordan (2008)
- Captain America: The Winter Soldier, regia di Anthony e Joe Russo (2014)
- Avengers: Age of Ultron, regia di Joss Whedon (2015)
- Blink Twice, regia di Zoë Kravitz (2024)

### Televisione
- Boston Public – serie TV, 2 episodi (2003)
- Joan of Arcadia – serie TV, 33 episodi (2003-2005)
- North Shore – serie TV, un episodio (2004)
- Dr. House - Medical Division (House, M.D.) – serie TV, un episodio (2004)
- Las Vegas – serie TV, un episodio (2006)
- Journeyman – serie TV, 2 episodi (2007)
- Community – serie TV, un episodio (2009)
- Doll & Em – serie TV, 4 episodi (2014)
- La leggenda di Korra (The Legend of Korra) – serie TV, 10 episodi (2013-2014) – voce
- Rosewood – serie TV, un episodio (2017)
- The Chosen – serie TV, un episodio (2017)

## Doppiatori italiani
Nelle versioni in italiano delle opere in cui ha recitato, Aaron Himelstein è stato doppiato da:
- Andrea Mete in Austin Powers in Goldmember, Fast Food Nation
- Roberto Fedele in Captain America: The Winter Soldier, Avengers: Age of Ultron
- Stefano De Filippis in North Shore
- Fabrizio De Flaviis in Dr. House - Medical Division
- Luca Bottale in Community